# エミネ・ジェパル
エミネ・ジェパルあるいはエミネ・ジャパロワ（ウクライナ語: Еміне Айяровна Джапарова、クリミア・タタール語: Emine Ayar qızı Ceppar、ロシア語: Эмине Айяровна Джапарова、英語: Emine Dzheppar、1983年5月5日 -）はウクライナのジャーナリスト、政治家。2020年5月18日から2024年4月2日までウクライナ外務省第一次官を務めた。

## 教育
- クリミア半島で中等教育を受ける。
- 2000年、キエフ大学国際関係研究所に入学し、国際関係学を専攻。
- 2005年、米国国務省のインターナショナル・ビジター・リーダーシップ・プログラムおよびユース・オルタナティブに参加。
- 2008年、オランダのオランダ国際関係研究所クリンゲンダール（英語版）で外交官向けのトレーニングプログラムを修了。

## 政治的キャリア
- 2008年3月から2010年1月まで、ウクライナ外務省の文化人道協力局の社会人道担当の三等書記官、アタッシェとして働いた。
- 2015年10月から2016年4月まで、クリミアの情報政策に関する情報政策大臣の顧問を務めた。
- 2016年4月20日、ジャパロワはウクライナ情報政策省（ウクライナ語版）第一副大臣に任命される。 2019年9月3日、彼女は辞職を申し出た[3]。
- 2020年5月18日、ウクライナ外務大臣ドミトロ・クレーバはジャパロワを外務第一次官を任命[4]。ユネスコについてのウクライナ国内委員会の委員長[5]。ロシアによるクリミア半島の占領に対する国際調整メカニズムであるクリミア・プラットフォームの推進に外務次官として積極的に関与している[6][7]。
- 2024年4月2日、第一外務次官を解任された[2]。